# Otokar (azienda)
Otokar Otomotiv ve Savunma Sanayi A.Ş., nota semplicemente come Otokar, è un'azienda turca del gruppo Koç Holding produttrice di autobus e veicoli militari. Dal 1995 è quotata presso la Borsa di Istanbul.

## Storia
Otokar iniziò la sua attività nel 1963 come azienda produttrice di autobus interurbani su licenza di Magirus-Deutz col nome Otobüs Karoseri Sanayi. Dopo una discreta espansione nella produzione di autobus, minibus e macchine con marchio Land Rover la maggioranza della società fu acquistata nel 1976 dal conglomerato Koç Holding.
Nel corso degli anni '80 viene avviata la produzione di veicoli blindati per il trasporto valori, arrivando nel 1984 al rebranding in Otokar Otobüs Karoseri Sanayii, e poi di veicoli militari partendo nel 1987 con la produzione del Land Rover Defender. All'inizio degli anni novanta vengono sviluppati i corazzati Akrep e Cobra. Nel 1997 la produzione viene trasferita nel nuovo stabilimento nel distretto di Arifiye.
Nel 2002 Otokar ha acquisito Istanbul Fruehauf, specializzata nella produzione di rimorchi e semirimorchi. Nel 2004 iniziò invece l'esportazione dei minibus Sultan.

## Produzione

### Autobus
- Centro
- Doruk
- Kent
- Navigo
- Sultan
- Ulyso
- Vectio

### Camion
- Atlas (dal 2013)

### Veicoli militari

#### Carri armati
- Altay
- Tulpar
- Tuplar S

#### Veicoli corazzati
- Akrep
- Arma
- Cobra
- ISV
- Kale
- Kaya
- Ural
- Yavuz